# Георги Чанков (професор)
 Тази статия е за професора.  За политика вижте Георги Чанков.  
Георги Чанков Георгиев, повече известен по презимето си Чанков, е български учен икономист.

## Биография
Роден е в Айтос през 1963 г. Завършва Висшия икономически институт „Карл Маркс“ и Свободната художествена академия „Жул Паскин“. Той е доктор на икономическите науки.
Започва академичната си кариера в Техническия университет (София), Факултет за германско инженерно обучение и промишлен мениджмънт (ФаГИОПМ) през 1995 г. Преподава в Университета за национално и световно стопанство, Факултет „Международна икономика и политика“, Катедра „Международни отношения“ от 2000 г. Той е професор и директор на Научноизследователския център „Европа – Китай“ в УНСС.
Преподавател е по международни отношения. Научните му интереси в изследванията са в сферите геополитика, европейска интеграция, управление на транснационални корпорации. Автор е на статии и книги на български и немски. Участва и ръководи научни проекти.
Има самостоятелна изложба с акварели.

## Публикации
Монографии:
- „Геополитически и геоикономически съперничества в Средна Азия и Каспийския регион“, Издателски комплекс УНСС, София, 2021, ISBN 978-619-232-563-3.
- „Eнергийната политика на Европейския съюз“, Издателски комплекс УНСС, София, 2021, ISBN 978-619-232-563-2.

Студия:
- The energy strategy and energy policy of the European union, Economic studies, BAS, Volume 30 (8), 2021, pp.3-31.